# Битва при Артемисии (греко-карфагенские войны)
Битва при Артемисии — морская битва конца VI — начала V века до н. э. (надёжной датировки нет) между карфагенянами и греками-массалиотами под командованием Гераклида Миласского. Завершилась победой последних. Известна только по небольшому фрагменту из труда Сосила Лакедемонского (больше от этого произведения ничего не сохранилось).

## Информация в источнике
В дошедшем до нас отрывке из труда Сосила Лакедемонского, посвящённого деяниям Ганнибала, автор рассказывает от некой битве между карфагенским и объединённым римско-массалийским флотами в ходе Второй Пунической войны (вероятно, битве при Эбро 217 года до н. э.). При этом он делает экскурс в историю, поясняя, что победой римляне обязаны своим греческим союзникам, которые применили тактику, уже приносившую им успех в столкновениях с пунийцами в прошлом.

## Ход битвы и последствия
Согласно Сосилу, массалиоты добились победы благодаря применённому Гераклидом Миласским тактическому приёму др.-греч. διέκπλους — прорыву через строй кораблей противника. Ранее Гераклид был одним из предводителей карийцев в масштабном восстании против персов: под его командованием восставшие уничтожили большую персидскую армию в сухопутном сражении. После поражения, он, вероятно, бежал на запад, как это сделал и другой руководитель антиперсидского восстания — Дионисий Фокейский. Был ли после этого заключен официальный мир и на каких условиях, неизвестно. Возможно, что эта битва предотвратила распространение карфагенской власти на юго-восточное побережье Пиренейского полуострова. Но Южная Испания и район Гибралтарского пролива оказались под властью Карфагена.

## Проблемы датировки
Многие детали, связанные с непосредственной причиной столкновения, продолжительностью и результатами войны, установить невозможно. По мнению И. Ш. Шифмана, весьма вероятно, что столкновение карфагенян с массалиотами произошло вскоре после битвы при Алалии. Одним из этапов этой борьбы, видимо, было разрушение карфагенянами греческой колонии Майнаки, основанной, как и Массалия, фокейцами. При этом Шифман считает возможной и предложенную П. Бош-Гимперой датировку 493—490 годы до н. э. По мнению В. Хусса, битва состоялась вскоре после поражения Ионийского восстания в 490 году до н. э., однако Ю. Б. Циркин отмечает, что миласскому беглецу нужно было ещё зарекомендовать себя на западе, чтобы массалиоты доверили ему командование своей эскадрой. К тому же трудно представить, что, одержав победу, массалиоты согласились с установлением блокады карфагенянами ключевого для торговли Гибралтарского пролива. Поэтому Циркин относит битву к периоду после 485 года до н. э.

## Альтернативные интерпретации
П. Бош-Гимпера полагает возможным связывать фрагмент Сосила с отрывками из Юстина и Фукидида, рассказывающими о войнах массалиотов с Карфагеном. Однако слишком общее сообщение Фукидида невозможно отнести к определённому историческому событию. Сообщение Юстина о союзе массалиотов с «испанцами» делает невозможным построение П. Бош-Гимперы, поскольку под «испанцами» источник мог иметь в виду только тартесситов. По мнению Феликса Якоби, в отрывке Сосила речь идёт о неизвестном столкновении во время Ионийского восстания у одноимённого географического объекта в Восточном Средиземноморье. Но тогда непонятно, почему историк включил этот рассказ в книгу, посвящённую походам Ганнибала, и к тому же связал его с военными действиями массалиотов против Карфагена во время Второй Пунической войны.

### Первичные источники
- Bilabel, Friedrich. Sosilos, Taten Hannibals (Seeschlacht 217 von. Chr.) // Die kleineren Historikerfragmente auf Papyrus. — Bonn: A. Marcus und E. Weber's Verlag, 1923. — S. 29—33. — 64 S.
- 176. Sosylos. Book 4 of the Deeds of Hannibal (англ.). Attalus. — Перевод фрагмента труда Сосила Лакедемонского на английский язык. Дата обращения: 23 декабря 2018.

### Вторичные источники
- Циркин Ю. Б. От Ханаана до Карфагена. — М.: АСТ, 2001. — 528 с. — 5100 экз. — ISBN 5-17-005552-8. — ISBN 5-271-01788-5.
- Шифман И. Ш. Карфаген. — СПб.: Издательство Санкт-Петербургского университета, 2006. — 518 с. — 1000 экз. — ISBN 5-288-03714-0.